# 1912 en science-fiction
| Années de la science-fiction : 1909 - 1910 - 1911 - 1912 - 1913 - 1914 - 1915    |
| Décennies de la science-fiction : 1880 - 1890 - 1900 - 1910 - 1920 - 1930 - 1940 |

L'année 1912 est marquée, en matière de science-fiction, par les événements suivants.

## Naissances et décès

### Naissances
- 17 février : Andre Norton, écrivain américain, mort en 2005.
- 20 février : Pierre Boulle, écrivain français, mort en 1994.
- 8 avril : John Carnell, éditeur britannique, mort en 1972.
- 26 avril : A. E. van Vogt, écrivain canadien, mort en 2000.

## Prix
La plupart des prix littéraires de science-fiction actuellement connus n'existaient alors pas.

## Parutions littéraires

### Romans
- L'Abattoir humain par Wilhelm Lamszus.
- Le Monde perdu par Arthur Conan Doyle.
- La Peste écarlate par Jack London.
- Une princesse de Mars par Edgar Rice Burroughs.

### Nouvelles
- L'Homme au corps subtil par Maurice Renard